# Eslováquia nos Jogos Olímpicos de Inverno de 2018
A Eslováquia participou dos Jogos Olímpicos de Inverno de 2018, realizados na cidade de Pyeongchang, na Coreia do Sul.
O país fez sua sétima aparição em Olimpíadas de Inverno desde que estreou nos Jogos de 1994, em Lillehammer. Sua delegação foi composta por 56 atletas que competiram em sete esportes.

## Medalhas
| Atleta             | Esporte | Evento                    | Medalha |
| ------------------ | ------- | ------------------------- | ------- |
| Anastasiya Kuzmina | Biatlo  | Largada coletiva feminina | Ouro    |
| Anastasiya Kuzmina | Biatlo  | Perseguição feminino      | Prata   |
| Anastasiya Kuzmina | Biatlo  | Individual feminino       | Prata   |

## Desempenho

### Biatlo
Feminino
| Atleta                                                               | Evento           | Tempo     | Penalidades  | Pos.             |
| -------------------------------------------------------------------- | ---------------- | --------- | ------------ | ---------------- |
| Ivona Fialková                                                       | Velocidade       | 24:48.6   | 5 (2+3)      | 74º              |
| Ivona Fialková                                                       | Individual       | 48:04.4   | 6 (1+1+1+3)  | 64º              |
| Paulína Fialková                                                     | Velocidade       | 21:56.8   | 1 (1+0)      | 11º              |
| Paulína Fialková                                                     | Perseguição      | 34:33.6   | 8 (2+2+2+2)  | 38º              |
| Paulína Fialková                                                     | Individual       | 42:09.5   | 1 (1+0+0+0)  | 5º               |
| Paulína Fialková                                                     | Largada coletiva | 37:52.6   | 4 (1+2+0+1)  | 21º              |
| Anastasiya Kuzmina                                                   | Velocidade       | 22:00.1   | 3 (2+1)      | 13º              |
| Anastasiya Kuzmina                                                   | Perseguição      | 31:04.7   | 4 (0+1+2+1)  | Medalha de prata |
| Anastasiya Kuzmina                                                   | Individual       | 41:31.9   | 2 (0+1+1+0)  | Medalha de prata |
| Anastasiya Kuzmina                                                   | Largada coletiva | 35:23.0   | 1 (0+0+0+1)  | Medalha de ouro  |
| Terézia Poliaková                                                    | Velocidade       | 25:32.2   | 5 (1+4)      | 83º              |
| Terézia Poliaková                                                    | Individual       | 54:46.3   | 10 (1+4+3+2) | 87º              |
| Paulína Fialková Anastasiya Kuzmina Terézia Poliaková Ivona Fialková | Revezamento      | 1:12:41.8 | 10 (3+7)     | 5º               |

Masculino
| Atleta                                                | Evento      | Tempo   | Penalidades | Pos. |
| ----------------------------------------------------- | ----------- | ------- | ----------- | ---- |
| Šimon Bartko                                          | Velocidade  | 26:18.4 | 5 (2+3)     | 74º  |
| Tomáš Hasilla                                         | Velocidade  | 26:10.4 | 3 (1+2)     | 70º  |
| Tomáš Hasilla                                         | Individual  | 58:55.2 | 9 (3+1+3+2) | 86º  |
| Matej Kazár                                           | Velocidade  | 22:33.7 | 1 (0+1)     | 22º  |
| Matej Kazár                                           | Perseguição | 36:42.4 | 5 (1+2+1+1) | 31º  |
| Matej Kazár                                           | Individual  | 51:52.4 | 2 (0+1+1+0) | 34º  |
| Martin Otčenáš                                        | Velocidade  | 25:39.7 | 4 (0+4)     | 52º  |
| Martin Otčenáš                                        | Perseguição | 36:22.5 | 3 (0+0+3+0) | 27º  |
| Martin Otčenáš                                        | Individual  | 57:16.0 | 5 (1+2+0+2) | 84º  |
| Michal Šíma                                           | Individual  | 57:52.3 | 6 (1+1+2+2) | 85º  |
| Šimon Bartko Tomáš Hasilla Matej Kazár Martin Otčenáš | Revezamento | LAP     | 16 (10+6)   | 18º  |

Misto
| Atleta                                                         | Evento      | Tempo | Penalidades | Pos. |
| -------------------------------------------------------------- | ----------- | ----- | ----------- | ---- |
| Paulína Fialková Matej Kazár Anastasiya Kuzmina Martin Otčenáš | Revezamento | LAP   | 14 (10+4)   | 20º  |

### Esqui alpino
Feminino
| Atleta                  | Evento         | Descida 1 | Descida 2 | Total   | Pos. |
| ----------------------- | -------------- | --------- | --------- | ------- | ---- |
| Barbara Kantorová       | Combinado      | 1:45.58   | 44.36     | 2:29.94 | 18º  |
| Barbara Kantorová       | Downhill       |           |           | 1:45.99 | 29º  |
| Barbara Kantorová       | Slalom         | 54.62     | 53.81     | 1:48.43 | 34º  |
| Barbara Kantorová       | Slalom gigante | 1:17.74   | 1:15.20   | 2:32.94 | 41º  |
| Barbara Kantorová       | Super-G        |           |           | 1:25.30 | 35º  |
| Soňa Moravčíková        | Slalom         | DNF       | DNF       | DNF     | DNF  |
| Soňa Moravčíková        | Slalom gigante | 1:17.88   | 1:14.11   | 2:31.99 | 37º  |
| Veronika Velez-Zuzulová | Slalom         | 51.46     | 50.61     | 1:42.07 | 17º  |
| Petra Vlhová            | Combinado      | 1:42.58   | 40.41     | 2:22.99 | 5º   |
| Petra Vlhová            | Downhill       |           |           | DNF     | DNF  |
| Petra Vlhová            | Slalom         | 51.12     | 50.46     | 1:41.58 | 13º  |
| Petra Vlhová            | Slalom gigante | 1:11.71   | 1:10.42   | 2:22.13 | 13º  |
| Petra Vlhová            | Super-G        |           |           | 1:24.26 | 32º  |

Masculino
| Atleta        | Evento         | Descida 1 | Descida 2 | Total   | Pos. |
| ------------- | -------------- | --------- | --------- | ------- | ---- |
| Matej Falat   | Combinado      | 1:23.21   | DNF       | DNF     | DNF  |
| Matej Falat   | Slalom         | 51.86     | DNF       | DNF     | DNF  |
| Matej Falat   | Slalom gigante | 1:14.99   | 1:19.79   | 2:34.78 | 50º  |
| Adam Žampa    | Combinado      | 1:23.02   | 48.08     | 2:11.10 | 22º  |
| Adam Žampa    | Slalom         | 49.91     | 52.36     | 1:42.27 | 23º  |
| Adam Žampa    | Slalom gigante | 1:11.40   | 1:10.46   | 2:21.86 | 25º  |
| Andreas Žampa | Slalom         | 54.15     | 59.43     | 1:53.58 | 35º  |
| Andreas Žampa | Slalom gigante | 1:10.61   | DNF       | DNF     | DNF  |
| Andreas Žampa | Super-G        |           |           | 1:28.89 | 39º  |

Misto
| Atleta                                                                                     | Evento  | Oitavas                | Quartas                | Semifinal              | Final                  | Final       |
| Atleta                                                                                     | Evento  | Adversário e resultado | Adversário e resultado | Adversário e resultado | Adversário e resultado | Pos.        |
| ------------------------------------------------------------------------------------------ | ------- | ---------------------- | ---------------------- | ---------------------- | ---------------------- | ----------- |
| Matej Falat Adam Žampa Andreas Žampa Soňa Moravčíková Veronika Velez-Zuzulová Petra Vlhová | Equipes | GER Alemanha D 2–2*    | Não avançou            | Não avançou            | Não avançou            | Não avançou |

### Esqui cross-country
Feminino
| Atleta                               | Evento                 | Qualificatória | Qualificatória | Quartas     | Quartas     | Semifinal   | Semifinal   | Final       | Final       |
| Atleta                               | Evento                 | Tempo          | Pos.           | Tempo       | Pos.        | Tempo       | Pos.        | Tempo       | Pos.        |
| ------------------------------------ | ---------------------- | -------------- | -------------- | ----------- | ----------- | ----------- | ----------- | ----------- | ----------- |
| Barbora Klementová                   | Velocidade individual  | 3:38.00        | 53º            | Não avançou | Não avançou | Não avançou | Não avançou | Não avançou | Não avançou |
| Alena Procházková                    | 10 km livre            |                |                |             |             |             |             | 28:59.5     | 58º         |
| Alena Procházková                    | 30 km clássico         |                |                |             |             |             |             | 1:36:50.0   | 36º         |
| Alena Procházková                    | Velocidade individual  | 3:24.61        | 31º            | Não avançou | Não avançou | Não avançou | Não avançou | Não avançou | Não avançou |
| Barbora Klementová Alena Procházková | Velocidade por equipes |                |                |             |             | 17:52.14    | 9º          | Não avançou | Não avançou |

Masculino
| Atleta                    | Evento                 | Qualificatória | Qualificatória | Quartas     | Quartas     | Semifinal   | Semifinal   | Final       | Final       |
| Atleta                    | Evento                 | Tempo          | Pos.           | Tempo       | Pos.        | Tempo       | Pos.        | Tempo       | Pos.        |
| ------------------------- | ---------------------- | -------------- | -------------- | ----------- | ----------- | ----------- | ----------- | ----------- | ----------- |
| Peter Mlynár              | 15 km livre            |                |                |             |             |             |             | 37:46.2     | 67º         |
| Peter Mlynár              | 50 km clássico         |                |                |             |             |             |             | 2:26:14.7   | 51º         |
| Peter Mlynár              | Velocidade individual  | 3:16.82        | 25º            | 3:15.77     | 5º          | Não avançou | Não avançou | Não avançou | Não avançou |
| Andrej Segeč              | 15 km livre            |                |                |             |             |             |             | 39:13.4     | 87º         |
| Andrej Segeč              | 50 km clássico         |                |                |             |             |             |             | 2:27:44.3   | 53º         |
| Andrej Segeč              | Velocidade individual  | 3:24.84        | 56º            | Não avançou | Não avançou | Não avançou | Não avançou | Não avançou | Não avançou |
| Miroslav Šulek            | 15 km livre            |                |                |             |             |             |             | 38:44.0     | 80º         |
| Miroslav Šulek            | 50 km clássico         |                |                |             |             |             |             | DNF         | DNF         |
| Miroslav Šulek            | Velocidade individual  | 3:28.74        | 61º            | Não avançou | Não avançou | Não avançou | Não avançou | Não avançou | Não avançou |
| Peter Mlynár Andrej Segeč | Velocidade por equipes |                |                |             |             | 17:34.12    | 11º         | Não avançou | Não avançou |

### Hóquei no gelo
Masculino
| Equipe | Equipe | Fase de grupos                                                                           | Fase de grupos | Play-offs                | Quartas                | Semifinal              | Final                  | Pos. |
| Equipe | Equipe | Adversário e resultado                                                                   | Pos.           | Adversário e resultado   | Adversário e resultado | Adversário e resultado | Adversário e resultado | Pos. |
| --- | --- | ---------------------------------------------------------------------------------------- | -------------- | ------------------------ | ---------------------- | ---------------------- | ---------------------- | ---- |
| Lukáš Cingeľ Ivan Baranka Michal Krištof Peter Čerešňák Juraj Valach Miloš Bubela Andrej Kudrna Tomáš Starosta Marek Hovorka Juraj Mikuš Ladislav Nagy Patrik Rybár Branislav Konrád | Tomáš Surový Ján Laco Dominik Graňák Michal Čajkovský Patrik Lamper Tomáš Marcinko Matej Paulovič Marek Ďaloga Martin Bakoš Peter Ölvecký Marcel Haščák Matúš Sukeľ | OAR Atletas Olímpicos da Rússia V 3–2 USA Estados Unidos D 1–2 SLO Eslovênia D 2–3 (GWS) | 4 (Gr. B)      | USA Estados Unidos D 1–5 | Não avançou            | Não avançou            | Não avançou            | 11º  |

### Luge
Feminino
| Atleta              | Evento     | Final     | Final     | Final     | Final       | Final    | Final |
| Atleta              | Evento     | Descida 1 | Descida 2 | Descida 3 | Descida 4   | Total    | Pos.  |
| ------------------- | ---------- | --------- | --------- | --------- | ----------- | -------- | ----- |
| Katarína Šimoňáková | Individual | 47.428    | 47.606    | 47.538    | Não avançou | 2:22.572 | 23º   |

Masculino
| Atleta                         | Evento     | Final     | Final     | Final     | Final       | Final    | Final |
| Atleta                         | Evento     | Descida 1 | Descida 2 | Descida 3 | Descida 4   | Total    | Pos.  |
| ------------------------------ | ---------- | --------- | --------- | --------- | ----------- | -------- | ----- |
| Jozef Ninis                    | Individual | 47.833    | 50.014    | 48.095    | Não avançou | 2:25.942 | 25º   |
| Jakub Šimoňák                  | Individual | 51.724    | 48.690    | 48.522    | Não avançou | 2:28.936 | 35º   |
| Marek Solčanský Karol Stuchlák | Duplas     | 46.780    | 46.811    |           |             | 1:33.591 | 17º   |

Misto
| Atleta                                                         | Evento      | Final     | Final     | Final     | Final    | Final | Final |
| Atleta                                                         | Evento      | Descida 1 | Descida 2 | Descida 3 | Total    | Pos.  |       |
| -------------------------------------------------------------- | ----------- | --------- | --------- | --------- | -------- | ----- | ----- |
| Katarína Šimoňáková Jozef Ninis Marek Solčanský Karol Stuchlák | Revezamento | 48.032    | 49.326    | 49.635    | 2:26.993 | 11º   |       |

### Patinação artística
| Atleta                           | Evento              | Programa curto | Programa curto | Programa livre | Programa livre | Total  | Total |
| Atleta                           | Evento              | Pontos         | Pos.           | Pontos         | Pos.           | Pontos | Pos.  |
| -------------------------------- | ------------------- | -------------- | -------------- | -------------- | -------------- | ------ | ----- |
| Nicole Rajičová                  | Individual feminino | 60.59          | 13º            | 114.60         | 15º            | 175.19 | 14º   |
| Lucie Myslivečková Lukáš Csölley | Dança no gelo       | 59.75          | 19º            | 82.82          | 20º            | 142.57 | 20º   |

### Snowboard
Livre
| Atleta          | Evento              | Qualificatória | Qualificatória | Qualificatória | Final       | Final       | Final       | Final       |
| Atleta          | Evento              | Descida 1      | Descida 2      | Pos.           | Descida 1   | Descida 2   | Descida 3   | Pos.        |
| --------------- | ------------------- | -------------- | -------------- | -------------- | ----------- | ----------- | ----------- | ----------- |
| Klaudia Medlová | Big air feminino    | 30.75          | 50.50          | 23º            | Não avançou | Não avançou | Não avançou | Não avançou |
| Klaudia Medlová | Slopestyle feminino | Cancelado      | Cancelado      | Cancelado      | 26.16       | 34.00       | CAN         | 24º         |

Legenda
| Recorde mundial      | Recorde mundial (World record)               |                       | Recorde africano                      | Recorde africano (African) |                                           | Q | Classificado por posição (Qualified) |
| Recorde olímpico     | Recorde olímpico (Olympic record)            | Recorde da América    | Recorde da América (Americas)         | q                          | Classificado por melhor tempo (Qualified) |   |                                      |
| Melhor marca do ano  | Melhor marca do ano (World leading)          | Recorde asiático      | Recorde asiático (Asian)              | DNS                        | Não largou (Did not start)                |   |                                      |
| Recorde nacional     | Recorde nacional (National record)           | Recorde europeu       | Recorde europeu (European)            | DNF                        | Não terminou (Did not finish)             |   |                                      |
| Recorde pessoal      | Recorde pessoal do atleta (Personal best)    | Recorde da Oceania    | Recorde da Oceania (Oceania)          | DSQ / DQ                   | Desclassificado (Disqualified)            |   |                                      |
| Recorde da temporada | Recorde da temporada do atleta (Season best) | Recorde sul-americano | Recorde sul-americano (South America) | NM                         | Sem marca (No mark)                       |   |                                      |